# St. Georg (Taufkirchen)

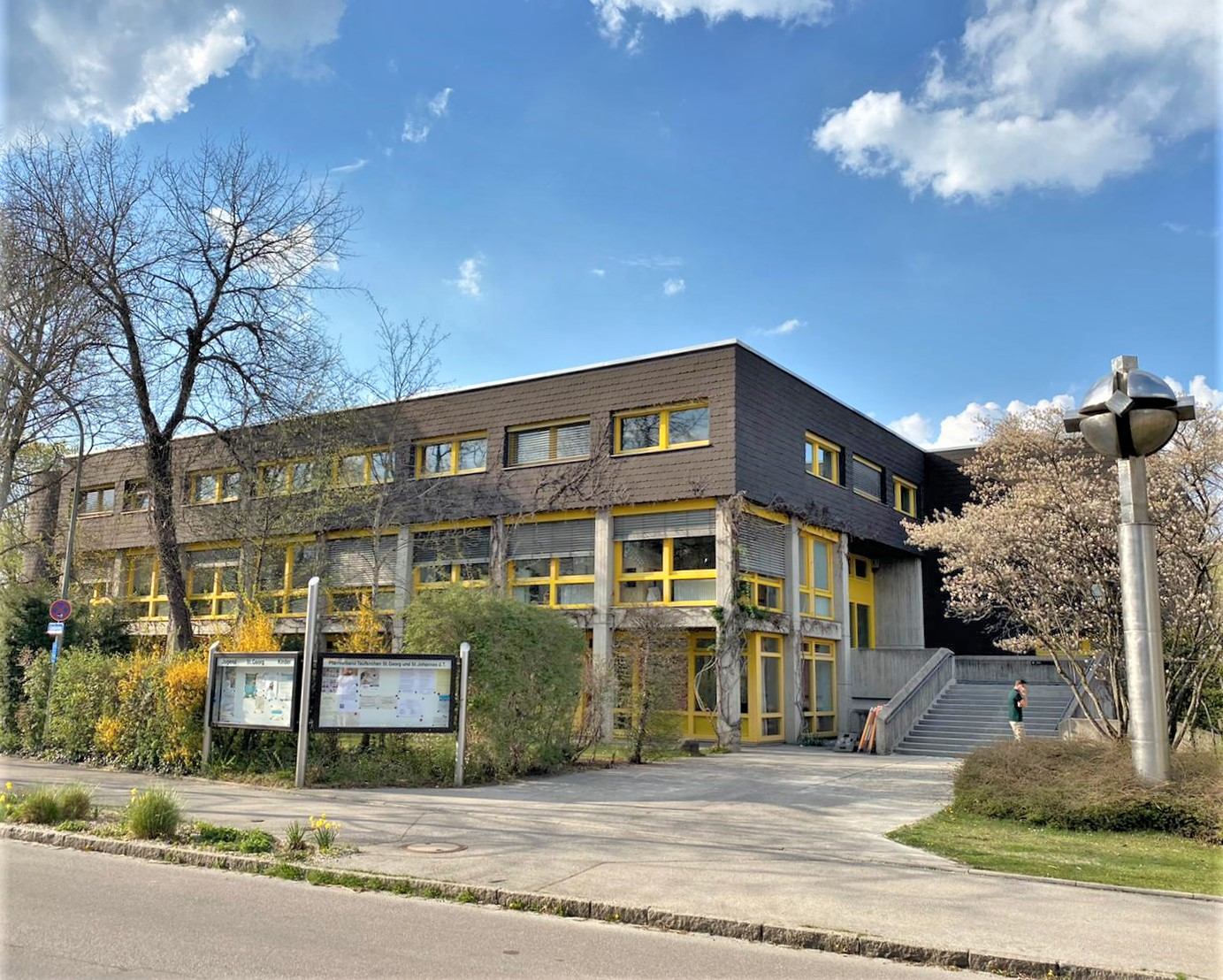
Außenansicht

Die Kirche St. Georg ist eine römisch-katholische Pfarrkirche des Erzbistums München-Freising in Taufkirchen bei München. Sie befindet sich in der Ortslage Am Wald und trägt das Patrozinium des Heiligen Georg.

## Geschichte
Aufgrund des großen Bevölkerungswachstums wurde in den 1960er Jahren das gänzlich neue Wohngebiet „Am Wald“ erschlossen. Gleichzeitig begannen erste Überlegungen für ein pastorales Zentrum vor Ort, auch weil die barocke Pfarrkirche St. Johannes der Täufer nur begrenzten Platz für die stark angewachsene Gemeinde bot. 1970 wurde eine Behelfskirche als Vikarie von St. Johannes an der Pappelstraße eingerichtet; am 21. Juli 1974 wurde der Grundstein zur heutigen Pfarrkirche gelegt. Die Kirchweihe fand am 19. Oktober 1975 durch Julius Kardinal Döpfner statt.
Zum 1. Januar 2013 wurde der Pfarrverband Taufkirchen bei München errichtet, der die beiden Taufkirchner Pfarreien St. Johannes der Täufer und St. Georg umfasst.

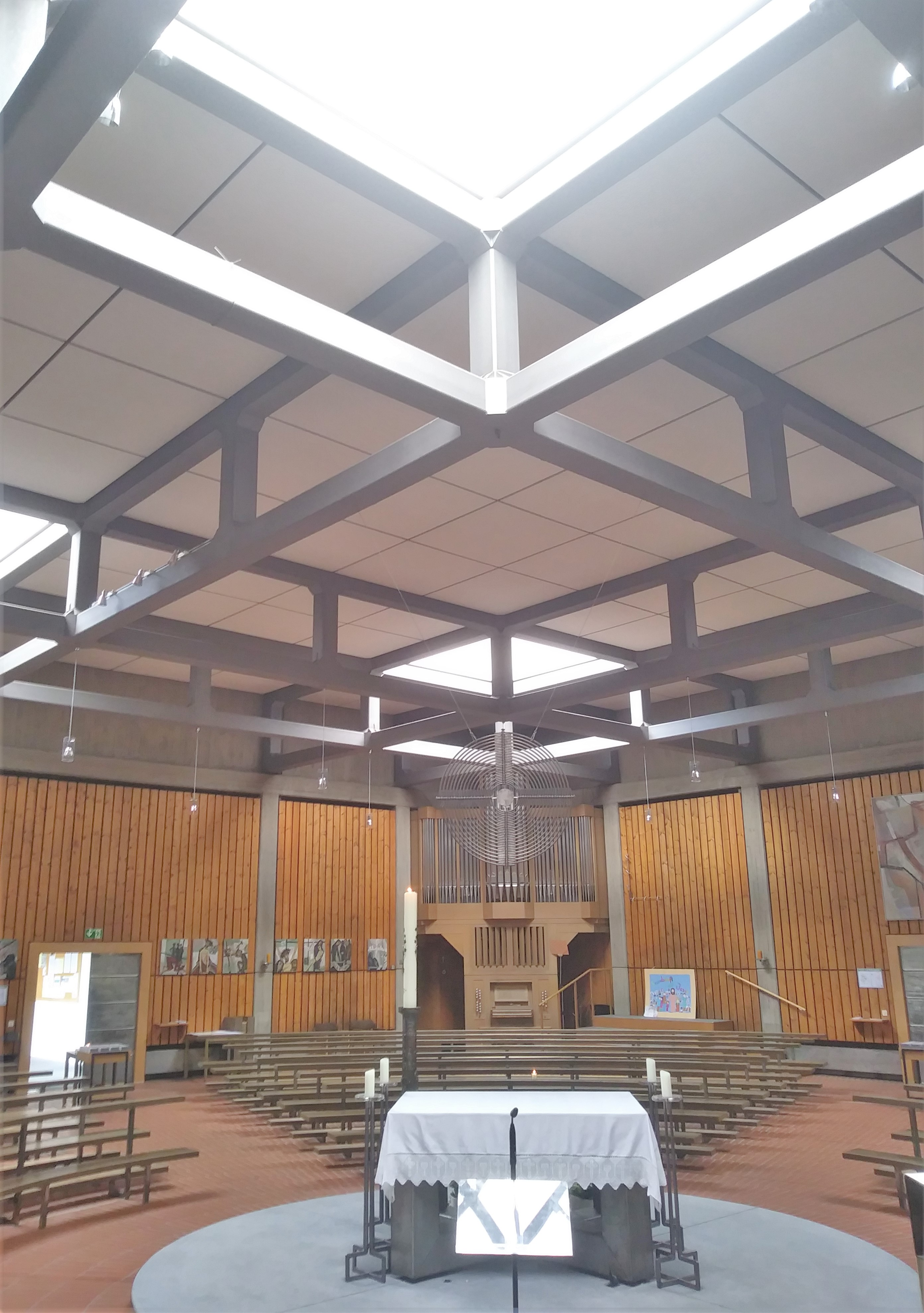
Blick durch den Kirchenraum zur Orgel

## Baubeschreibung
Das unscheinbare dreistöckige Gebäude ist äußerlich kaum als Kirche zu erkennen. Neben der Kirche sind auch zahlreiche Gemeinderäume und eine Kapelle in dem Gebäude untergebracht. Ein Kirchturm oder eine Glocke ist nicht vorhanden. Die schwarze Fassade wird von schlichten Fenstern mit gelben Fensterrahmen durchbrochen. Eine ausladende Betontreppe führt zum seitlich gelegenen Haupteingang der Kirche.
Der Kirchenraum besitzt einen quadratischen Grundriss und ist aufgrund der exzentrischen Position der kreisrunden Altarinsel zur nordöstlichen Ecke hin ausgerichtet. In der gegenüberliegenden Ecke befinden sich ebenerdig die Orgel sowie ein Podest für den Chor. Die Wände sind mit Holz verkleidet und unter der Decke ziehen sich Betonstreben durch den gesamten Raum. Der Raum wird durch vier Oberlichter erhellt. Daneben gibt es je ein niedriges Fensterband in zwei der Ecken.

## Orgel
Die heutige Orgel wurde 1995 durch die Firma Josef Maier aus Hergensweiler als Opus 29 erbaut. Sie ersetzte ein gebrauchtes Vorgängerinstrument der Firma Stöberl. Das Instrument besitzt vollmechanische Schleifladen sowie eine zusätzlich elektrisch in die Registertraktur eingreifende Setzeranlage.
| I Hauptwerk C–g3 |             |       |
| 1.               | Principal   | 8′    |
| 2.               | Rohrflöte   | 8′    |
| 3.               | Voce umana  | 8′    |
| 4.               | Octave      | 4′    |
| 5.               | Nachthorn   | 4′    |
| 6.               | Superoctave | 2′    |
|                  | Quinte      | 1 ⁄3′ |
| 7.               | Mixtur IV   | 1 ⁄3′ |
| 8.               | Trompete    | 8′    |

| II Schwellpositiv C–g3 |              |        |
| 9.                     | Holzgedeckt  | 8′     |
| 10.                    | Gamba        | 8′     |
| 11.                    | Principal    | 4′     |
| 12.                    | Rohrflöte    | 4′     |
| 13.                    | Quinte       | 2 ⁄3′  |
| 14.                    | Flöte        | 2′     |
| 15.                    | Terz         | 1 3⁄5′ |
| 16.                    | Plein jeu IV | 2′     |
| 17.                    | Oboe         | 8′     |
|                        | Tremulant    |        |

| Pedal C–f1 |             |     |
| 18.        | Subbass     | 16′ |
| 19.        | Octavbass   | 8′  |
|            | Gedecktbass | 8′  |
| 20.        | Choralbass  | 4′  |
| 21.        | Fagott      | 16′ |
| 22.        | Trompete    | 8′  |

- Koppeln: II/I, I/P, II/P

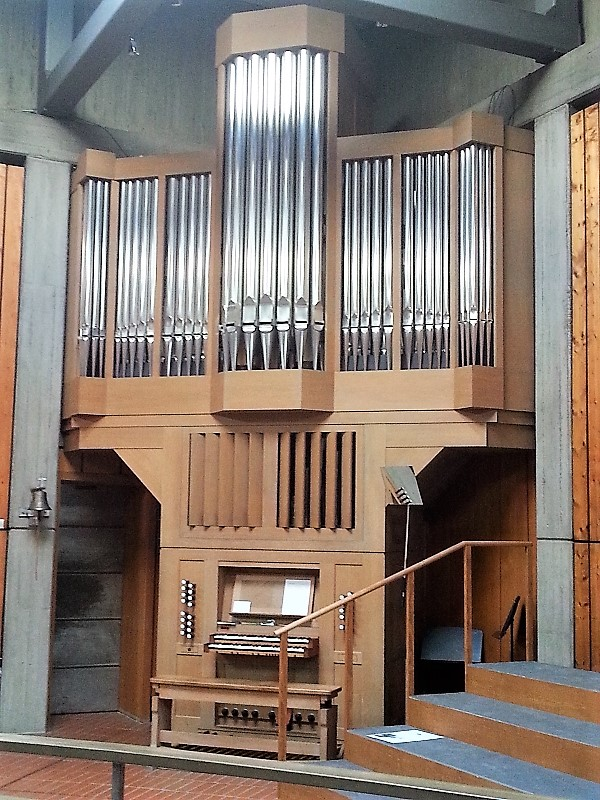
Maier-Orgel

- Spielhilfen: 256 Setzerkombinationen

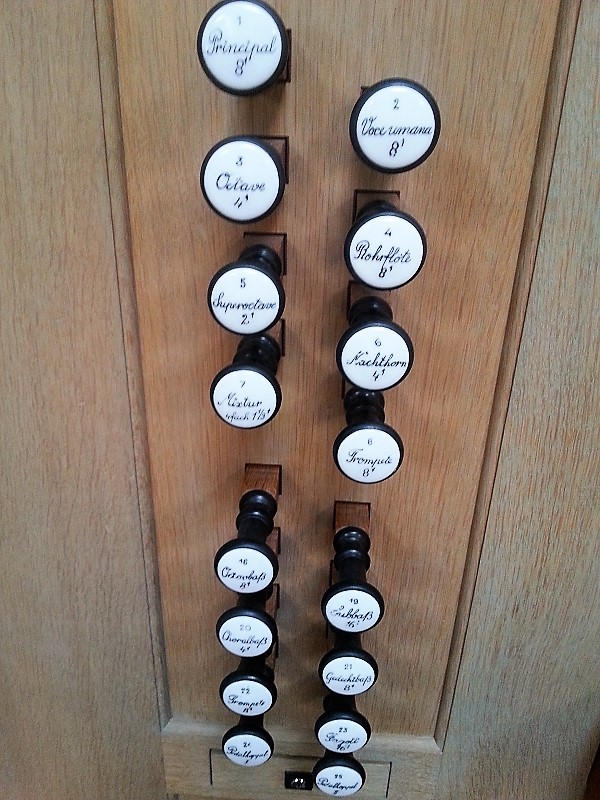
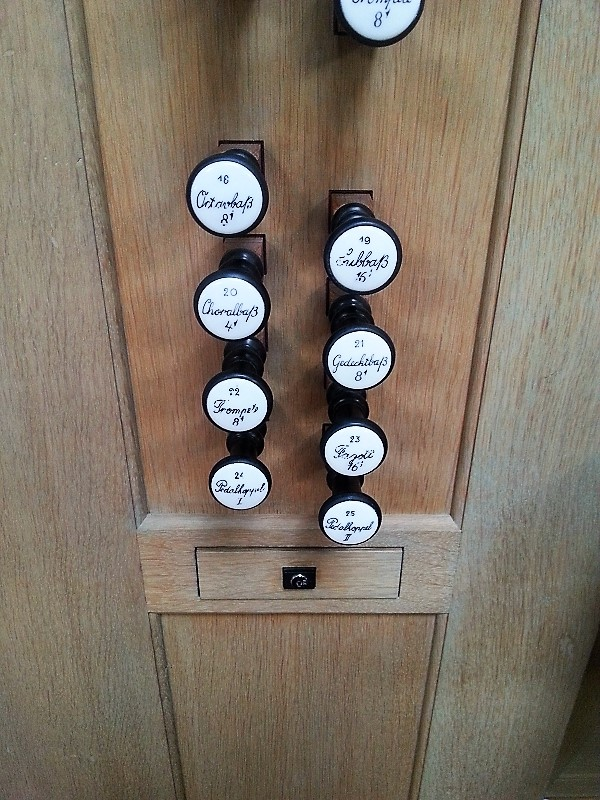
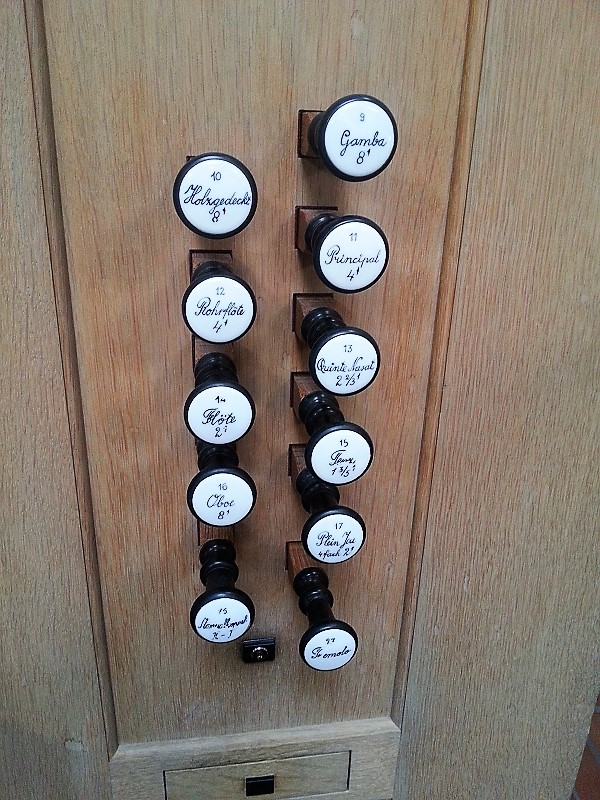

Anmerkungen:
1. ↑  Vorabzug aus Nr. 7
2. ↑  Transmission aus Nr. 2